# 斯坦頓鎮區 (堪薩斯州斯坦頓縣)
斯坦頓鎮區（英語：Stanton Township）是位於美國堪薩斯州斯坦頓縣的一個行政鎮區。

## 地方資料
斯坦頓鎮區的面積為104.02平方千米，當中陸地面積為102.95平方千米，而水域面積為1.07平方千米。根據2010年美國人口普查的數據，當地共有人口843人，而人口密度為每平方千米8.1人。

## 外部連結
- US-Counties.com
- City-Data.com （页面存档备份，存于）